# Зади Зоку, Бенито
Бенито Зади Зоку (фр. Benito Zokou Zadi; род. 17 сентября 2000, Кот-д’Ивуар) — ивуарийский футболист, защитник клуба «АСЕК Мимозас».

## Карьера
Первым профессиональным клубом игрока был клуб «Ганьоа», вместе с которым футболист выступал в Лиге 1, высшем дивизионе страны.
В марте 2021 года перешёл в белорусский клуб «Сморгонь». Дебютировал за клуб 4 апреля 2021 года в матче против мозырской «Славии». Дебютный гол забил 2 июля 2021 года в матче против «Минска». Закрепился в основной команде клуба, став ключевым защитником, однако по итогу сезона занял предпоследнее место и вылетел из высшего дивизиона. В декабре 2021 года покинул клуб. 
В январе 2022 года футболист вернулся в ивуарийский клуб «Ганьоа». В сентябре 2022 года футболист перешёл в ивуарийский клуб «Корого». В октябре 2023 года футболист га правах свободного агента стал игроком ивуарийского клуба «АСЕК Мимозас».